# Előjáték (szexológia)

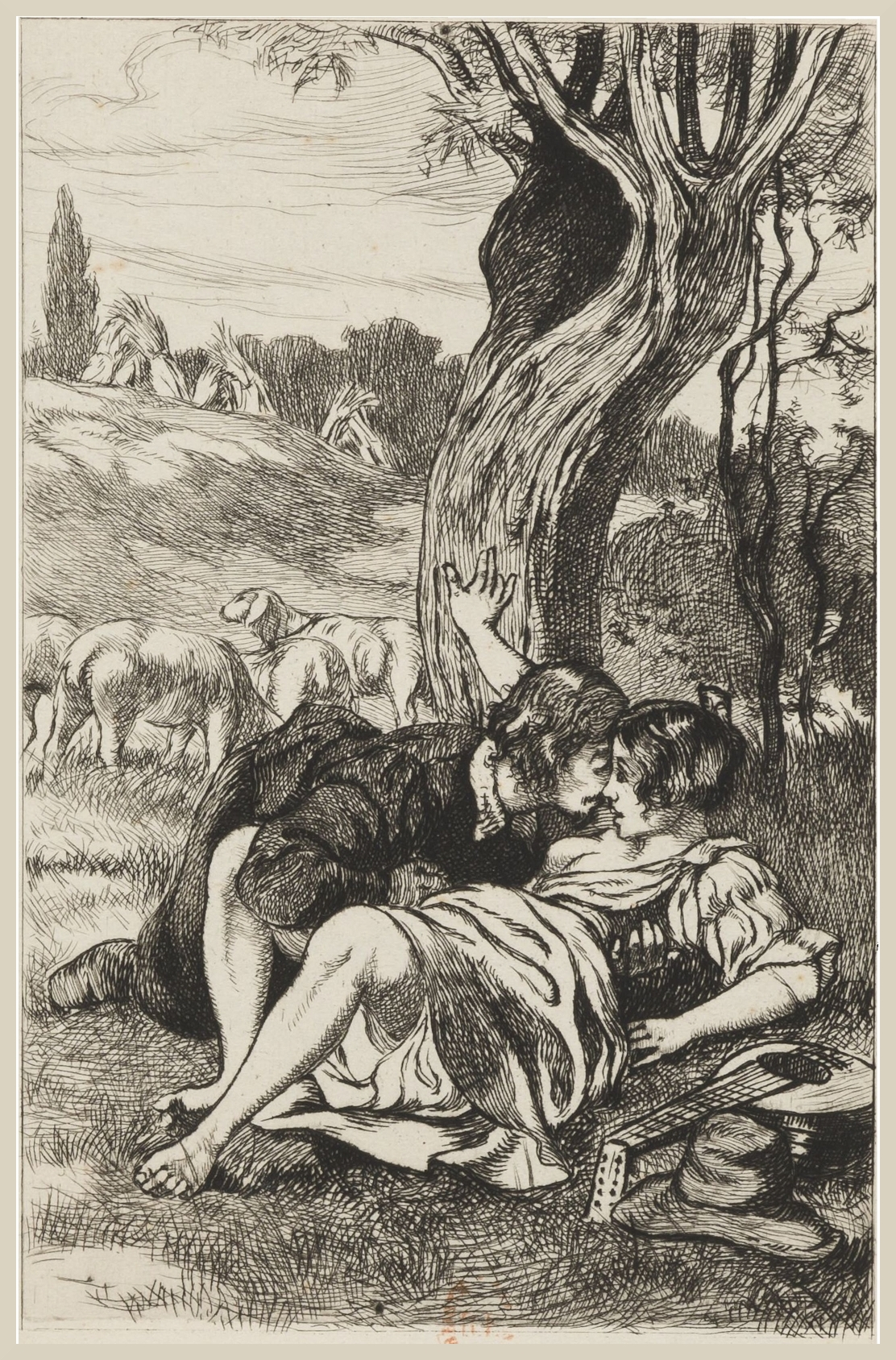
Martin Van Maele rézmetszete 1925-ből

Előjátéknak nevezi a szexológia a közösülést megelőző szexuális játékokat: a simogatást, a csókolózást, az erogén zónák ingerlését és az orális szexet. Nem azonos fogalom a pettinggel, amely a nemi szervek egyesítésén kívül az összes örömszerzési módot jelenti.
A nemi aktus általában három részből, úgymint előjátékból, a nemi szervek egyesítéséből és együtt mozgásából, valamint az utójátékból áll.
A fejlett szexuális nevelésre épülő korszerű magánéleti tudatosság és a feminista megközelítésű szexpozitivitás elve nagyban hozzájárulhat a vanilla szexualitás személyes megéléséhez addig, ameddig a benne résztvevő felnőtt emberek egymással jóváhagyásos, beleegyezéses alapon végzik.

## Stimulálás, ingerlés
Az előjáték elsősorban a nők orgazmusának előkészítése miatt fontos, a férfiak hosszabb előjáték nélkül is könnyen eljutnak az orgazmusig – ez persze nem azt jelenti, hogy ők nem lelik örömüket az előjátékban. A férfiak számára sokszor már a látvány is elegendő ingernek bizonyul.
A nők számára az esetek túlnyomó többségében rendkívül fontos, hogy a szerelmi előjáték során tartósan kellemes érzetekben részesüljenek az erogén zónák ingerlése útján, mert ez lelki gyönyört is nyújt, ugyanakkor előkészíti az orgazmushoz vezető utat. Ha az ingerlés megszakad, általában az izgalom is elül. Éppen ellenkező hatást, azaz az izgalom fokozódását lehet elérni (a férfiaknál is) azzal, ha a simogatások egy bizonyos izgalmi állapot elérése után rövid időre elkalandoznak más testtájakra, majd visszatérve folytatódik a megkezdett ingerlés.

## Erogén zónák
A test különböző tájékain lévő érző idegek úgynevezett erogén zónákat képeznek, s ezek lágy ingerlése kiváltja, majd fokozza a szexuális hajlandóságot.
Az érzékeny területek érzékenysége, ingerelhetősége egyénenként eltérőek lehetnek, általánosságban mégis kitüntetett szerepet kap a csikló, a hüvelybemenet, a mellbimbók, a mell, a száj (ajkak illetve nyelv), a nyakszirt, a comb belső felszíne, az alhas, a csípő, egyeseknél a fenék és a keresztcsont tájéka, melyek simogatása vagy más stimulációja útján jönnek izgalomba. Például a nőknél a combok belső felszínének simogatása általánosan a lágyékhajlat fölötti izmok összehúzódásához vezet.
A férfitest ingerelhetősége szegényesebb[forrás?], egyesek mellbimbói például izgathatóak, másoké pedig nem. Központi szerepet a pénisz ingerlése kap.